# 梅三小路
梅三小路（うめさんこうじ）は、大阪市北区にかつて存在した、飲食店やゲームセンターを中心とする専門店街である。大阪駅新改札口整備および高架下開発工事のため、2021年1月22日をもって梅三小路内通路を含め閉鎖された。

## 概要
2005年9月にオープン。ジェイアール西日本デイリーサービスネットが運営管理し、各種飲食店・サービス店が出店していた。大阪駅桜橋口を出て横断歩道を渡った所にあり、大阪中央郵便局旧局舎の隣に位置する。内部でALBiと繋がっている。
以前は駐車場やオフィスなどが入っていた。

## 主要テナント
- めりけんや（讃岐うどん）
- ドトールコーヒー
- 会津屋（たこ焼き）
- とんかつ がんこ
- TAITO STATION[2]